# Tanistry

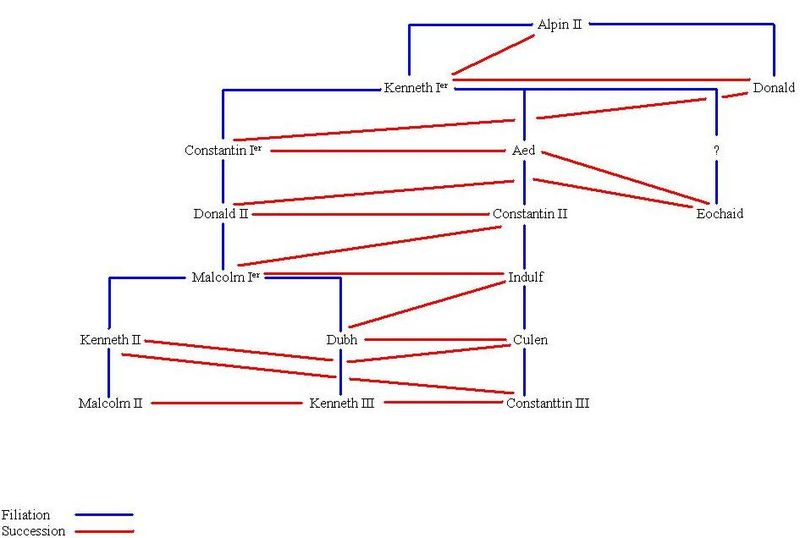
Árbol genealógico de los primeros reyes escoceses.

La tanistría era un sistema gáelico utilizado en la Edad Media para heredar títulos y tierras. En este sistema, el tanista (irlandés Tánaiste; gaélico escocés Tànaiste; manx Tanishtagh) era el cargo de primer heredero, o segundo al mando, entre las dinastías patrilineales gaélicas (reales) de Irlanda, Escocia y Man,  para la sucesión a la jefatura o al trono.

## Orígenes
El nombre —originario del gaélico tana, 'señoría, autoridad'— perdura en los títulos de primer ministro irlandés, el Taoiseach y de suplente, el Tánaiste. 
Históricamente, el tanista era elegido entre los jefes de la righdamhna (los miembros de la dinastía gobernante) o, alternativamente, entre todos los varones del sept (es decir, todos los descendientes de las diversas ramas que componían la dinastía), y elegido por ellos en plena asamblea. La elegibilidad se basaba en la relación patrilineal, lo que significaba que el cuerpo elector y los elegibles eran agnados entre sí. La composición y el gobierno se basaron en la descendencia por línea masculina de un antepasado similar. 
La sucesión real en Escocia se limitó a la línea electiva agnática o masculina de la Dinastía Alpínida hasta la ascensión al trono del rey Máel Coluim II en el año 1005, siendo este el primer monarca escocés en introducir el concepto de monarquía hereditaria en Escocia con el objetivo de eliminar las luchas constantes de la ley electiva, la cual animaba a diversos pretendientes a luchar entre sí por el trono. Además, debido a que Máel Colouim II solo tenía hijas, también introdujo el derecho de sucesión por línea femenina, lo que permitió la llegada al trono de su nieto Donnchadh I (hijo de la hija mayor del rey, Bethóc, con el abad Crínán de Dùn Chailleann), dando origen a la Casa de Dunkeld.
Las monarquías irlandesas, por su parte, nunca, en ningún momento, permitieron la sucesión por línea femenina.
- Datos: Q1669878